# Alternative Comics
Alternative Comics ist einer von zahlreichen Begriffen, mit denen eine ganze Reihe von Comics bezeichnet wird, die etwa seit 1980 im Nachklang der Underground-Comix-Bewegung der späten 60er und frühen 70er Jahre erschienen sind. Für gewöhnlich stammen diese Comics von einem einzelnen Autor, sind oft für eine erwachsene Leserschaft bestimmt und in ihrer Form experimentell. Die betreffenden Werke laufen auch unter den Bezeichnungen Post-Underground-, Independent-, Small-Press-, New-Wave- oder Art-Comics. Auch viele selbstverlegte „Minicomics“ fallen unter den Oberbegriff „Alternative“.
Alternative Comics bieten eine Alternative gegenüber den Mainstream-Comics, welche die amerikanische Comic-Industrie dominieren (wie z. B. die Marvel- und DC-Produkte mit Superhelden-Themen, die leichte Unterhaltung von Archie Comics und Manga-verwandte Werke). Diese Comics werden für gewöhnlich unter dem Zeitdruck eines festen Abgabetermins von einer ganzen Mannschaft gefertigt, von der je eine Person jeweils für Handlung, Vorzeichnung, Reinzeichnung, Schriften, Farben sowie die Redaktion zuständig ist. Gegenstand und Stil solcher Comics werden zum großen Teil vom Verlag vorgegeben; dieser stellt das Personal ein, um den Comic im Einklang mit fundierten Konventionen des Genres zu produzieren. Im Gegensatz dazu werden Alternative Comics oft von einer einzelnen Person geschrieben und gezeichnet und werden, ohne dabei viel um einen regelmäßigen Veröffentlichungszeitpunkt zu geben, erst veröffentlicht, wenn der Autor sie für fertig hält. Wo der Inhalt von Mainstream Comics dem Einfluss von Managern unterworfen ist, denen daran gelegen ist, den Absatz zu steigern, werden Alternative Comics oft in kleiner Stückzahl an ein spezialisiertes Publikum vertrieben, was die Veröffentlichung von Material ermöglicht, das manche Leute – die zu einer allgemeineren Leserschaft zählen – als obskur oder anstößig bezeichnen würden. In Anbetracht dessen bauen Alternative Comics direkt auf dem Vorbild der Underground Comics auf.

## Von Underground zu Alternative
Die Gegenkultur der Hippie-Bewegung, sowie das Vertriebssystem der Underground Comics, das mit ihr in Verbindung gebracht wird, ging in den späten 1970er Jahren ihrem Ende zu. Zu diesem Zeitpunkt wurde es für Künstler, die aus der Underground Bewegung hervorgegangen waren, zunehmend schwerer einen Verleger zu finden, und wer seine Hefte weiter veröffentlichte, musste feststellen, dass seine Leserschaft dramatisch schwand.
Zwei der führenden Künstler der Bewegung begegneten dieser Situation in den frühen 1980er Jahren, indem sie Magazine schufen die neue, künstlerisch ambitionierte Comics sammelten. RAW, eine aufwendig gestaltete, großformatige Sammlung, deren Hauptaugenmerk auf dem künstlerischen Aspekt lag, wurde 1980 von Art Spiegelman und seiner Frau Françoise Mouly gegründet. Ein anderes Magazin, Weirdo, wurde 1981 von der Leitfigur der Bewegung, Robert Crumb, ins Leben gerufen.
Bei beiden Magazinen zeigten sich Veränderungen seit den Tagen der Underground-Comic-Bewegung. Sie wichen in Format und Auswahl der Künstler von den alten Comics ab. RAW präsentierte vorwiegend europäische Künstler. Weirdo enthielt „Photo-Funnies“ und seltsam anmutende, im Stil des Art brut gestaltete Dokumente. Die Hauptzutaten der Underground Comics – Sex, Drogen und Revolution – traten viel weniger in Erscheinung. Der Fokus lag nun verstärkt auf der handwerklichen Weiterentwicklung des Zeichnens und Erzählens, wobei viele Künstler danach strebten, ein Werk zu schaffen, das subtiler und komplexer war, als es im Underground üblich war. Das traf auf viele Arbeiten renommierter Künstler ebenso zu wie auf die der Neulinge: Art Spiegelman's Maus, hoch gelobt für die neue Ernsthaftigkeit, die es in das Medium einbrachte, wurde als Serie in RAW abgedruckt.
Ein weiterer wichtiger Faktor in der Etablierung von Alternative Comics war das Auftauchen des Verlagshauses Fantagraphics in den späten 1970er Jahren. Dieses kleine Unternehmen, geführt von Gary Groth und Kim Thompson, war hilfreich bei der Gewinnung eines Publikums für ernsthafte Comics. Mit The Comics Journal schufen sie ein Magazin, das Comics ernsthaft diskutierte. Sie druckten einige historisch wertvolle Comics ab, die in Vergessenheit geraten waren und veröffentlichten die Werke einer neuen Generation, wie etwa Love and Rockets von den Gebrüdern Hernandez.
Alternative Comics haben sich weitgehend ihren Platz in der Kultur erarbeitet, was z. B. mit dem Erfolg des Films Ghost World belegt wird, der auf einem der erfolgreichsten Alternative-Titeln, Eightball von Daniel Clowes, beruht. Gleiches gilt für den Genre-übergreifenden Erfolg des Buchs Jimmy Corrigan - The smartest kid on earth von Chris Ware, dessen Geschichte aus Ware's Comic Acme Novelty Library stammt.

## Alternative Mainstream
Die Bezeichnung Alternative Comics wird außerdem auch in Bezug auf Comics benutzt, die nicht von einem der großen Marktführer veröffentlicht werden. Der Inhalt einiger dieser Comics, zum Beispiel vieler im Image-Verlag erschienener Hefte, unterscheidet sich nicht sonderlich von dem der Mainstream-Comics. Daher wird gelegentlich von Alternative Mainstream gesprochen, um solche Comics gegenüber den „wahren“ Alternative Comics abzugrenzen.

## Alternative Comics
- Acme Novelty Library (Chris Ware)
- Angry Youth Comix (Johnny Ryan)
- American Splendor (Harvey Pekar)
- Bad Boys (JR Williams)
- Belly Button (Sophie Crumb)
- Blab! (Anthologie)
- Bipolar (Tomer Hanuka, Asaf Hanuka und Etgar Keret)
- Bone (Jeff Smith)
- Centrifugal Bumblepuppy (Anthologie, herausgegeben von Joe Sacco)
- Cerebus the Aardvark (Dave Sim)
- Circles (Stephen Domanski, Andrew French und Scott Fabianek)
- Doofus (Rick Altergott)
- Dork (Evan Dorkin)
- Dirty Plotte (Julie Doucet)
- Drawn and Quarterly (Anthologie)
- Dykes to Watch Out For (Alison Bechdel)
- Teenage Mutant Ninja Turtles (Kevin Eastman und Peter Laird)
- Eightball (Daniel Clowes)
- The First Kingdom  (Jack Katz)
- Flaming Carrot Comics (Bob Burden)
- Hass, Neat Stuff (Peter Bagge)
- Hopeless Savages
- Hutch Owen (Tom Hart)
- Inside Vineyland (Lauren Weinstein)
- King-Cat Comics (John Porcellino)
- Legal Action Comics (Anthology, herausgegeben von Danny Hellman)
- Lenore, the Cute Little Dead Girl (Roman Dirge)
- Love and Rockets (Gilbert und Jaime Hernandez)
- Johnny Longhand (Dope Pbeetz)
- Johnny the Homicidal Maniac (Jhonen Vasquez)
- The Magic Whistle (Sam Henderson)
- Maus – Die Geschichte eines Überlebenden (Art Spiegelman)
- Meatcake (Dame Darcy)
- Meathaus (Anthology, herausgegeben vom Meathaus Collective)
- Milk and Cheese (Evan Dorkin)
- Naughty Bits (Roberta Gregory)
- NON (Anthologie, herausgegeben von Jordan Crane)
- Optic Nerve (Adrian Tomine)
- Palookaville (darin Eigentlich ist das Leben schön) (Seth)
- Palästina (Joe Sacco)
- Peepshow (Joe Matt)
- Persepolis (Marjane Satrapi)
- PHAT WARS (Brian Bondurant)
- Pop Gun War (Farel Dalrymple)
- Prime Cuts (Anthologie, herausgegeben von Gary Groth)
- Real Stuff (Anthologie, herausgegeben und geschrieben von Dennis P. Eichhorn)
- RAW (Anthologie, herausgegeben von Art Spiegelman)
- Schizo (Ivan Brunetti)
- Shrimpy and Paul and Friends (Marc Bell)
- Steven (Doug Allen)
- Stickboy (Dennis Worden)
- Strangers in Paradise (Terry Moore)
- Taboo (Anthologie, herausgegeben von Steve Bissette)
- Tank Girl (Jamie Hewlett und Alan Martin)
- Underworld (Kaz)
- Weirdo (Anthologie, herausgegeben von Robert Crumb, danach von Peter Bagge, danach von Aline Kominsky-Crumb)
- Yummy Fur (Chester Brown)
- Zero zero  (Anthologie, herausgegeben von Kim Thompson)
- Zot!  (Scott McCloud)
- Comics von Ralf König

## Alternative-Comic-Verlage
- Alternative Comics
- Alpha Comic Verlag
- Edition Kunst der Comics
- Conundrum Press
- Delfinium Prints
- Drawn & Quarterly
- Fantagraphics Books
- Highwater Books
- Oni Press
- Slave Labor Graphics
- Top Shelf Productions
- Reprodukt
- Zwerchfell Verlag